# Пеон (коммуна)
Пеон (фр. Péone) — коммуна на юго-востоке Франции в регионе Прованс — Альпы — Лазурный берег, департамент Приморские Альпы, округ Ницца, кантон Ванс. До марта 2015 года коммуна административно входила в состав упразднённого кантона Гийом (округ Ницца).
Площадь коммуны — 48,59 км², население — 799 человек (2006) с выраженной тенденцией к росту: 984 человека (2012), плотность населения — 20,3 чел/км².

## Географическое положение
Коммуна Пеон расположена в Альпах на высоте 1000—2500 метров и граничит: на севере — коммуна Сент-Этьен-де-Тине, на востоке и юге — коммуна Бёй, на юге и западе — коммуна Гийом, на северо-востоке — коммуна Шатонёф-д’Антрон. Кроме собственно городка Пеон в состав коммуны входят ещё 20 мелких поселений.

## Население
Население коммуны в 2011 году составляло 961 человек, а в 2012 году — 984 человека.
| 1962 | 1968 | 1975 | 1982 | 1990 | 1999 | 2006 | 2011 | 2012 |
| ---- | ---- | ---- | ---- | ---- | ---- | ---- | ---- | ---- |
| 465  | 515  | 521  | 535  | 528  | 682  | 799  | 961  | 984  |

Динамика численности населения:

## Экономика
В 2010 году из 561 человек трудоспособного возраста (от 15 до 64 лет) 427 были экономически активными, 134 — неактивными (показатель активности 76,1 %, в 1999 году — 75,6 %). Из 427 активных трудоспособных жителей работали 411 человек (228 мужчин и 183 женщины), 16 числились безработными (6 мужчин и 10 женщин). Среди 134 трудоспособных неактивных граждан 28 были учениками либо студентами, 64 — пенсионерами, а ещё 42 — были неактивны в силу других причин.
На протяжении 2010 года в коммуне числилось 298 облагаемых налогом домохозяйств, в которых проживало 618,0 человек. При этом медиана доходов составила 18 тысяч 237 евро на одного налогоплательщика.